# Joe Robinson
Joe Robinson (* 31. Mai 1927 in Newcastle upon Tyne; † 3. Juli 2017 in Brighton, East Sussex) war ein britischer Wrestler und Schauspieler.

## Leben
Robinson, der einer Familie von Wrestlern entstammte – Vater Joseph und Großvater John waren Weltmeister –, trat zunächst in deren Fußstapfen und erreichte 1952 den Europameistertitel; sein Ringname war Tiger Joe. Daneben hatte er große Erfolge im Judo und trug den schwarzen Gürtel im Karate. Nach einer Rückenverletzung konzentrierte er sich jedoch auf seine ohnehin begonnene Ausbildung als Schauspieler an der Royal Academy of Dramatic Art und konnte im selben Jahr schon einen Auftritt im Londoner West End verbuchen (im Musical Wish you were here).
Sein erster Filmauftritt verband seinen Sport mit der Schauspielerei: in Voller Wunder ist das Leben war er Ringgegner von Primo Carnera. Zu Beginn der 1960er Jahre war er sowohl auf der Leinwand wie auch im Fernsehen gut beschäftigt; neben Rollen als Schauspieler war er auch gefragter Stunt-Koordinator (z. B. für James-Bond-Filme). Auch folgte er einem Ruf aus Italien, wo er in einigen mythologischen Filmen starke Helden darstellte. Zur Mitte des Jahrzehntes zog er sich aus dem Filmgeschäft zurück, um 1971 einen letzten Auftritt im Bond-Film James Bond 007 – Diamantenfieber zu haben.
Zusammen mit seinem Bruder Doug und Honor Blackman veröffentlichte er 1964 das Buch Honor Blackman's Book of Self-Defence, Penguin Books (1967).
Robinson lebte in Brighton und betrieb dort ein Kampfzentrum; in die Schlagzeilen geriet er 1998, als er (im Alter von 70 Jahren) in Kapstadt eine Gruppe von acht Straßenräubern in die Flucht schlug.

## Filmografie (Auswahl)
- 1955: Voller Wunder ist das Leben (A Kid for Two Farthings)
- 1956: Die ganze Welt singt nur Amore
- 1957: Frauen, die uns nachts begegnen (The Flesh Is Weak)
- 1958: Wütende See (Sea Fury)
- 1960: Schlag 12 in London (The Two Faces of Dr. Jekyll)
- 1960: Samstagnacht bis Sonntagmorgen (Saturday Night and Sunday Morning)
- 1960: Die Rakete zur flotten Puppe (The Bulldog Breed)
- 1961: Nicht so toll, Süßer (Carry On Regardless)
- 1961: Die Rache der Wikinger (Gli invasori)
- 1961: Barabbas (Barabbà)
- 1961: Die Horden des Khan (Ursus e la ragazza tartara)
- 1962: Taurus – Der Gigant von Thessalien (Taur, re della forza bruta)
- 1962: Die Einsamkeit des Langstreckenläufers (The Loneliness of the Long Distance Runner)
- 1963: Doktor in Nöten (Doctor in Distress)
- 1963: Mit Schirm, Charme und Melone (The Avengers; Fernsehserie, Folge November Five)
- 1963: Simon Templar (The Saint; Fernsehserie, Folge The Saint Plays with Fire)
- 1969: The Undertakers (Kurzfilm)
- 1971: James Bond 007 – Diamantenfieber (Diamonds Are Forever)
- 1973: Diamonds on Wheels (Fernsehfilm)